# Золотая эра хип-хопа
«Золотая эра хип-хопа» (или «золотой век»; англ. Hip hop’s «golden age» или «golden era») — период в хип-хопе конца 80-х — начала 90-х годов XX века. Журналисты характеризуют его как период разнообразной и качественной музыки, который оказал огромное влияние на развитие культуры в целом. В творчестве артистов прослеживаются темы афроцентризма, политической активности. Музыка преимущественно создаётся с помощью семплирования уже существующих записей и отличается некой эклектичностью звучания. Наиболее ассоциируемыми с этим выражением исполнителями являются Public Enemy, Boogie Down Productions, Eric B. & Rakim, De La Soul, A Tribe Called Quest и Jungle Brothers. Релизы этих коллективов сосуществовали и были более коммерчески выгодными чем ранние исполнители гангста-рэпа (такие как N.W.A), секс-рэпа (2 Live Crew), и «party-oriented» музыки (Kid 'n Play и DJ Jazzy Jeff & The Fresh Prince).

## Стиль

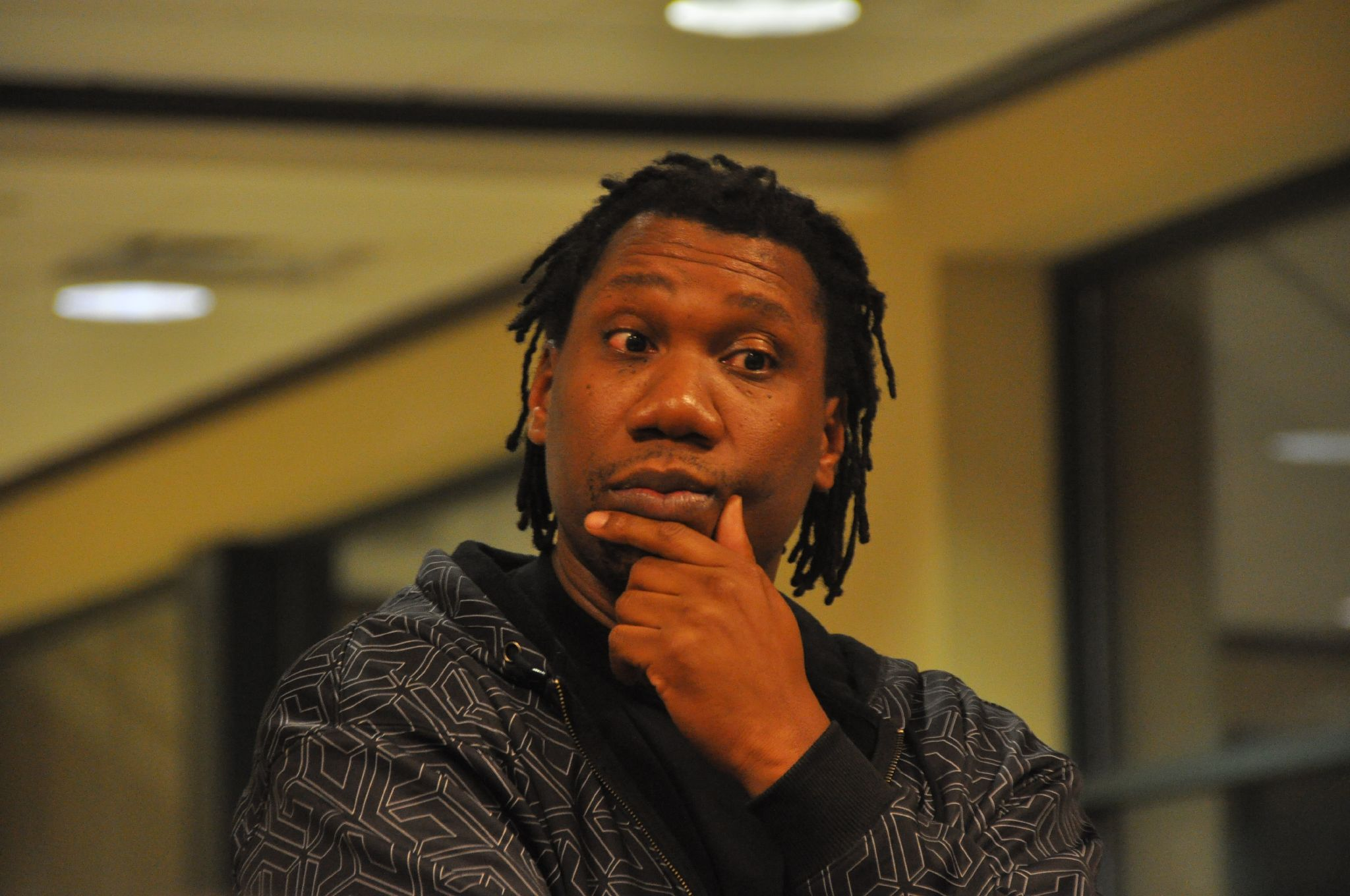
KRS-One — «философ» хип-хопа

Золотой век известен своим новшеством — это время, «когда казалось, что каждый новый сингл заново изобрел жанр» согласно журналу Rolling Stone. «Что касается хип-хопа в его золотом веке», — говорит главный редактор журнала Spin Sia Michel, — «было очень много важных, инновационных альбомов, выходящих точно вовремя». Sway Calloway с MTV добавляет: «Особенность того великого периода заключается в том, что ничего не было изобретено. Всё только изучалось, и всё было инновационным и новым». Писатель William Jelani Cobb: «К эре, которую они провозгласили достойной звания „золотой“, привело огромное количество появившихся стилистических новшеств… в эти золотые годы, критическая масса этих микрофонных чудес буквально создавала сама себя и одновременно с этим — свою художественную форму».
Эта эра также обеспечила некоторые из наиболее выдающихся достижений в технике рэпа — Kool G Rap, во вступлении к книге How to Rap, заявляет относительно золотой эпохи: «Эта эпоха воспитала таких рэперов как Big Daddy Kane, KRS-One, Rakim, Chuck D … <…> их способности и умение чтения рэпа — эти парни феноменальны!»
Многие из выдающихся исполнителей хип-хопа находились в наивысшей точке своего творческого развития — Allmusic утверждает, что золотая эра «свидетельствует о лучших записях от нескольких наиболее выдающихся рэперов в истории жанра… Преимущественно базирующаяся в Нью-Йорке, золотая эра характеризуется скелетными битами[неизвестный термин] (англ. skeletal beats), украденными из хард-рока и соул-композиций семплами, и жёстким дисc рэпом[неизвестный термин] (англ. tough dis raps)… Рифмоплёты вроде Chuck D, Big Daddy Kane, KRS-One, Rakim и Public Enemy практически изобрели сложную игру слов и лирическое кунг-фу  дальнейшего хип-хопа».
Довольно частым был акцент на чёрном национализме — исследователь хип-хопа Michael Eric Dyson утверждает, что «на протяжении золотого века хип-хопа, с 1987 до 1993, афроцентристский и чёрно-националистический рэп был выдающимся». Критик Scott Thill замечает: «золотой век хип-хопа, конца 80-х и начала 90-х, когда форма наиболее умело объединяла воинственность их предшественников — Черных Пантер и Watts Prophets с широко открытым культурным экспериментализмом De La Soul и других».
Стилистическое разнообразие также было выдающимся — MSNBC пишет о золотой эпохе: «у рэперов был индивидуальный звук, который был определён их местом проживания и окружением, а не маркетинговой стратегией». The Village Voice также отмечает «эклектизм» золотого века.

## Период
Разные источники указывают разные временные рамки золотой эры хип-хопа. Rolling Stone ссылается к «золотому веку рэпа '86-'99», MSNBC утверждает: «„Золотой век“ музыки хип-хоп: 80-е и 90-е».
Некоторые источники называют поздние 1980-е и 1990-е полностью. К ним относятся: The New York Times: «золотой век хип-хопа — поздние 1980-е и 1990-е»; Allmusic пишет: "золотая эра хип-хопа ограничена коммерческим прорывом Run-D.M.C. в 1986 году с одной стороны, и взрывом популярности ганста-рэпа, связанным с альбомом Dr. Dre The Chronic в 1992 году, с другой; в книге Contemporary Youth Culture «эра золотого века» приписывается периоду 1987—1999, наступившему после «эры Old School: с 1979 до 1987». Эд Саймонс, участник группы The Chemical Brothers говорит, "золотая эра хип-хопа была в начале 1990-х, когда Jungle Brothers записали Straight Out the Jungle, а De La Soul выпустили Three Feet High and Rising (хотя эти записи были сделаны в 1988 и 1989 годах соответственно).
Музыкальный критик Тони Грин, в книге Classic Material ссылается на двухлетний период 1993—1994 как на «второй Золотой Век», в котором представлены влиятельные и высококачественные альбомы, использующие классические элементы недалёкого прошлого — драм-машина E-mu SP-1200, скретчинг, отсылки к хитам хип-хопа старой школы и «tongue-twisting triplet verbalisms» — пока становится ясно, что были выбраны новые направления. Грин включает в список релизов такого рода такие альбомы как Enter the Wu-Tang (36 Chambers) (Wu-Tang Clan), Illmatic (Nas), Buhloone Mindstate (De La Soul), Doggystyle (Snoop Dogg), Midnight Marauders (A Tribe Called Quest) и Southernplayalisticadillacmuzik (OutKast).

## Окончание эпохи
Окончание «золотого века» хип-хопа традиционно относят к 1993 году, когда выпустил свой дебютный альбом Snoop Dogg, и начался коммерческий взлет джи-фанка. В это время хип-хоп Западного побережья переживал расцвет своего развития; это вызывало недовольство рэперов с Востока, однако переломить ситуацию им удалось позже, с выходом релизов Illmatic и Ready to Die.

## Влияние эпохи
Во время «золотого века» появились следующие жанры
- хардкор-рэп
- гангста-рэп
- джи-фанк
- мафиозо-рэп
- джаз-рэп
- поп-рэп
- рэп-рок

## Наиболее известные артисты
По мнению ряда источников, таких как Rolling Stone, The Village Voice, Pittsburgh Post-Gazette, Allmusic, The Age, MSNBC и писателя William Jelani Cobb, ключевыми исполнителями золотой эры хип-хопа являются:
| - Тупак Шакур - 2 Live Crew - A Tribe Called Quest - Beastie Boys - Big Daddy Kane - Biz Markie - Black Sheep - Boogie Down Productions - Brand Nubian - Cypress Hill - Das EFX - De La Soul - The D.O.C. - The Pharcyde - Doug E. Fresh - Dr. Dre - DJ Jazzy Jeff & The Fresh Prince | - DJ Quik - Eazy-E - EPMD - Eric B. & Rakim - Fu Schnickens - Gang Starr - Geto Boys - Ice Cube - Ice T - Jungle Brothers - Kool G Rap - Kool Moe Dee - KRS-One - LL Cool J - Lord Finesse - Main Source - Masta Ace | - MC Lyte - MC Shan - Naughty by Nature - N.W.A - Organized Konfusion - Pete Rock & C.L. Smooth - Public Enemy - Queen Latifah - Rakim - Run-DMC - Salt-N-Pepa - Slick Rick - Snoop Doggy Dogg - The Fat Boys - Too $hort - Ultramagnetic MCs |